# Fall Tysiąc

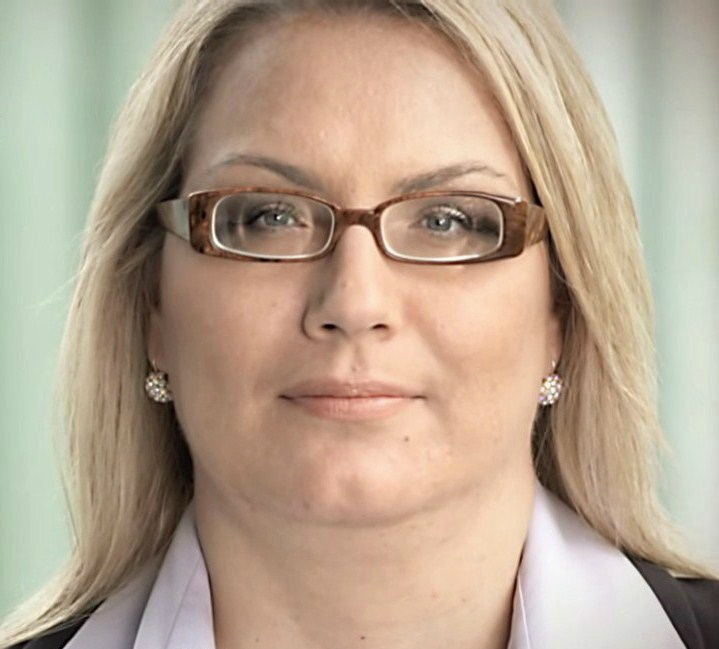
Alicja Tysiąc

Beim Fall Tysiąc handelt es sich um einen Fall des Europäischen Gerichtshofs für Menschenrechte, in dem die polnische Staatsbürgerin Alicja Tysiąc die Republik Polen verklagte. Im Jahr 2007 wurde ihrer Klage stattgegeben und der polnische Staat zu einer Entschädigungszahlung in Höhe von 25.000 Euro verurteilt.

## Fall
Alicja Tysiąc (* 1971; † 15. Dezember 2021 an COVID-19) war seit ihrer Kindheit kurzsichtig, auf dem linken Auge mit einem Visus von 0,2 sehbehindert. Nach der Geburt ihres zweiten Kindes wurde sie vor der Gefahr einer Erblindung gewarnt. Sechs Jahre später, im Jahr 2000, wurde sie wieder schwanger. Die polnischen Gesetze erlaubten Schwangerschaftsabbrüche bei Gefährdung des Lebens oder der Gesundheit der Mutter. Tysiąc ersuchte drei Augenärzte um ein Attest, dass in ihrem Fall eine Abtreibung zulässig sei, da ihr bei einer neuerlichen Geburt die Erblindung drohe. Obwohl alle Ärzte feststellten, dass Schwangerschaft und Geburt ein Risiko für Tysiacs Sehkraft darstellten, weigerten sie sich ein solches Attest auszustellen, da nicht mit Sicherheit von einer Ablösung der Netzhaut ausgegangen werden könne. Daraufhin ersuchte Tysiąc ihre Hausärztin um die Ausstellung des Attests. Das Attest der Hausärztin wurde jedoch vom Leiter der Krankenanstalt, in der Tysiąc den Abbruch durchführen lassen wollte, nicht anerkannt. Die Abtreibung unterblieb daher, und Tysiąc brachte ihre Tochter durch Kaiserschnitt zur Welt. Die Geburt verlief ohne nennenswerte Komplikationen.
Ungefähr sechs Wochen nach der Geburt trat bei Tysiąc eine wesentliche Verschlechterung der Sehkraft ein, sodass sie seither arbeitsunfähig ist. Tysiąc führte dies auf die unterbliebene Abtreibung zurück und versuchte, den Arzt, der ihr die Abtreibung verweigert hatte, hierfür zur Verantwortung zu ziehen. Ein von ihr angestrengter Prozess gegen den Arzt blieb jedoch erfolglos, da nach Ansicht eines vom Gericht berufenen Gutachtergremiums von drei Medizinern der Białystok Medical Academy angesichts ihrer Erkrankung das Risiko der Netzhautablösung bei der Klägerin immer präsent gewesen sei und weder ihre Schwangerschaft, noch die Geburt zur Verwirklichung dieses Risikos beigetragen hätten.

## Urteil des Europäischen Gerichtshofs für Menschenrechte
Schließlich reichte Tysiac 2003 mit Unterstützung der Föderation für Familienplanung und der amerikanischen NRO „Center for Reproductive Rights“ Klage beim Europäischen Menschenrechtsgerichtshof gegen den Staat Polen ein. Der Fall wurde zur Prüfung angenommen. Im März 2007 wurde Polen zu einer Schadensersatzzahlung in Höhe von 25.000 Euro verurteilt. Das Gericht urteilte, dass der polnische Staat nicht der Pflicht nachgekommen sei, dafür Sorge zu tragen, dass der nach eigenem Gesetz legale Schwangerschaftsabbruch für Tysiąc möglich wurde. Das Urteil fiel mit der Gegenstimme des spanischen Richters J. Borrego Borrego.

## Weitere Urteile
Ein Gericht verurteilte die auflagenstärkste polnische Kirchenzeitung des Erzbistums Kattowitz wegen eines Artikels, der laut Urteil einen gezielten persönlichen Angriff auf eine einzelne Person enthalten habe, mit dem Ziel, negative Emotionen gegen diese zu schüren. Das Gericht erkannte auf eine Schadensersatzzahlung von umgerechnet 7200 Euro und Abdruck einer Entschuldigung. In einer ersten Stellungnahme äußerte sich die Zeitung enttäuscht über das Urteil; sie prüfe, ob sie Berufung einlege.